# Stumpf Benedek András
Stumpf Benedek András, S. Benedek András (Munkács, 1947. február 1. – Budapest, 2009. szeptember 8.) Arany János-díjas író, költő, irodalomtörténész.

## Életpályája
S. Benedek András baptista lelkész és misszionárius szülei hatodik gyermekeként született. 1949 májusában a helyi szovjet katonai hatóságok 36 órás határidővel a családot kiutasították az ún. kiemelt városból, Munkácsról, s lakásukat elkobozták. Beregszászba költöztek.
A beregszászi Kossuth Lajos Középiskola elvégzése után 1965-ben felvételt nyert az Ungvári Állami Egyetemre, az akkoriban alakult magyartanári szakra. Itt szerzett magyar szakos tanári diplomát.
1965-ben diáktársaival létrehozta a Forrás Irodalmi Stúdiót. 1966 őszén beindította az Együtt című írógéppel sokszorosított irodalmi folyóiratot. Tanulmányaival párhuzamosan 1966-67-ben a Kárpáti Igaz Szó című napilap revíziós szerkesztője és a művelődési rovat munkatársa, 1969-től a Kárpáti Könyvkiadóban dolgozott vezető szerkesztőként. 1970-ben létrehozták a Kárpáti Kalendárium Irodalmi Mellékletét. Közös tanulmányt írt Kovács Vilmossal (Magyar irodalom Kárpát-Ukrajnában, Tiszatáj, 1970. 10., 12. sz.), mely a helyi kommunista vezetést érzékenyen érintette, így a Forrás Stúdió tagjainak helyzete ellehetetlenült. Később katona, kertész és utazó fényképész is volt.
1976-ban települt át Budapestre. Az Országos Széchényi Könyvtár Könyvtártudományi és Módszertani Központjának propagandistája lett. 1979-től az Állami Gorkij Könyvtár, majd az új nevet felvett könyvtár – Országos Idegennyelvű Könyvtár – nemzetiségi osztályának vezetője volt.
2002-től az Új Folyam főmunkatársaként dolgozott.

## Munkássága
A művelődéstörténet tudósaként, a szülőföldtudomány polihisztoraként több fontos művében tárta fel a magyar kultúra azon maradványait, amelyekre a kárpátaljai nemzetiségi jövő épülhet. Számos önálló kötetben és tanulmányban foglalkozott Kárpátalja magyar irodalmával, történetével, kultúrtörténetével és néprajzával.
Az ungvári Forrás Irodalmi Stúdiónak és a kárpátaljai magyar irodalmi-polgárjogi mozgalomnak is vezetője volt, dolgozott a Forrás Stúdió néprajzi gyűjtőútjainak szervező irányítójaként is.
Verseskötetei mellett külön könyvet szentelt a kárpátaljai ruszinságnak.

## Főbb művei
- A határon túli magyar irodalom (1982. Akadémia)
- Kárpátalja (Balla Gyulával, 1992. Móra Kiadó) (Nem jelent meg)
- "Tettenérhető történelem" (1993 Ikva)(1993 Intermix)
- "Kárpátalja története és kulturtörténete" Népek hazája sorozat 5. (1992 Bereményi)
- "Itt élned, halnod kell..." Kárpátaljai honismereti olvasókönyv (1994 Intermix), szerk.
- Lehoczky Tivadar: Bereg vármegye; szerk. S. Benedek András, Vári Fábián László, előszó írta S. Benedek András; Hatodik Síp Alapítvány–Mandátum, Budapest–Beregszász, 1996
- A Tisza bölcsője. Kárpátaljai honismereti és néprajzi írások a reformkortól 1945-ig; 1996 Hatodik Síp Alapítvány – Mandátum Kiadó) Szerk.
- A megmaradás esélyei. Tanulmányok, esszék, kritikák; Hatodik Síp Alapítvány–Mandátum, Budapest–Beregszász, 1996
- Máramaros megye. Honismereti írások a Monarchia korából; összeáll. S. Benedek András és Vári Fábián László; Hatodik Síp Alapítvány–Mandátum, Bp–Beregszász, 1997
- Ung megye. Honismereti írások Ung megyéről 1944-ig; összeáll., szerk., előszó S. Benedek András; Hatodik Síp Alapítvány–Mandátum, Budapest–Beregszász, 1998
- Árvíz után, vízár előtt. Tanulmányok, esszék, kritikák; Minerva Műhely, Bp.–Beregszász, 2001
- A gens fidelissima: a ruszinok; Jó szomszédok, rossz szomszédok sorozat (2001 Buffalo – Torontó ruszin nyelven, fordító: Igor Kercsa; 2003 Belváros-Lipótváros Ruszin Kisebbségi önkormányzat magyar nyelven)
- Készülődés. A kárpátaljai magyar írás. Irodalomtörténeti esszé; Intermix, Ungvár–Bp., 2007 (Kárpátaljai magyar könyvek)
- Kárpátaljai Minerva füzetek (1997-2003 Minerva Műhely), szerk.

## Versek
- "Régi versek" (1995. Hatodik Síp Alapítvány – Mandátum Kiadó)
- Itthontalanul; Kárpátaljai Magyar Kulturális Szövetség, Ungvár, 2006

## Díjai
- Arany János-díj (2007)